# Liste der denkmalgeschützten Objekte in Chbany
Grundlage dieser Liste der denkmalgeschützten Objekte in Chbany ist die ÚSKP-Liste (Ústřední seznam kulturních památek České republiky, deutsch Zentrale Liste der Kulturdenkmäler der Tschechischen Republik), die von der tschechischen Denkmalschutzbehörde NPÚ (Národní památkový ústav, deutsch Nationale Denkmalbehörde) seit 1987 geführt wird und an die seit dem Jahr 1850 geschaffenen Listen anschließt.

## Denkmalgeschützte Objekte nach Ortsteilen

### Chbany(Kwon)
| Lage                              | Objekt        | Beschreibung               | ÚSKP-Nr.                 | Bild           |
| --------------------------------- | ------------- | -------------------------- | ------------------------ | -------------- |
| Chbany, Dorfplatz (Standort)      | Mariensäule   | Mariensäule                | 46618/5-506 Info Katalog | Mariensäule    |
| Chbany, am Haus Nr. 37 (Standort) | Marienkapelle | Marienkapelle (Wegkapelle) | 24608/5-505 Info Katalog | weitere Bilder |

### Malé Krhovice (Kleinkörbitz)
| Lage                     | Objekt         | Beschreibung                         | ÚSKP-Nr.                 | Bild           |
| ------------------------ | -------------- | ------------------------------------ | ------------------------ | -------------- |
| Malé Krhovice (Standort) | Nepomukkapelle | Kapelle des hl. Johannes von Nepomuk | 30379/5-695 Info Katalog | weitere Bilder |

### Poláky (Pohlig)
| Lage                                         | Objekt                            | Beschreibung                      | ÚSKP-Nr.                 | Bild           |
| -------------------------------------------- | --------------------------------- | --------------------------------- | ------------------------ | -------------- |
| Poláky 26 (Standort)                         | Schloss Poláky                    | Schloss Poláky                    | 22257/5-686 Info Katalog | weitere Bilder |
| Poláky, Dorfplatz vor dem Schloss (Standort) | Säule mit Dreifaltigkeitsskulptur | Säule mit Dreifaltigkeitsskulptur | 18189/5-687 Info Katalog | BW             |

### Soběsuky (Sobiesak)
| Lage                         | Objekt                              | Beschreibung                                                     | ÚSKP-Nr.                 | Bild                                |
| ---------------------------- | ----------------------------------- | ---------------------------------------------------------------- | ------------------------ | ----------------------------------- |
| Soběsuky (Standort)          | Martinskirche                       | Kirche des hl. Martin                                            | 28879/5-837 Info Katalog | weitere Bilder                      |
| Soběsuky, im Park (Standort) | Schloss Soběsuky                    | Schloss Soběsuky, zerstört um 1990, kein Denkmalschutz seit 2013 | 45841/5-838 Info Katalog | BW                                  |
| Soběsuky (Standort)          | Mariensäule                         | Mariensäule                                                      | 31319/5-840 Info Katalog | Mariensäule                         |
| Soběsuky (Standort)          | Statue des hl. Johannes von Nepomuk | Statue des hl. Johannes von Nepomuk                              | 45281/5-841 Info Katalog | Statue des hl. Johannes von Nepomuk |

### Vikletice (Wikletitz)
| Lage                                       | Objekt                 | Beschreibung           | ÚSKP-Nr.                 | Bild                   |
| ------------------------------------------ | ---------------------- | ---------------------- | ------------------------ | ---------------------- |
| Vikletice (Standort)                       | Annenkapelle           | Kapelle der hl. Anna   | 19443/5-834 Info Katalog | weitere Bilder         |
| Vikletice, vor der Annenkapelle (Standort) | Säule mit Marienstatue | Säule mit Marienstatue | 47649/5-615 Info Katalog | Säule mit Marienstatue |
| Vikletice (Standort)                       | Säule mit Marienstatue | Säule mit Marienstatue | 36305/5-835 Info Katalog | Säule mit Marienstatue |
| Vikletice 1 (Standort)                     | Bauernhaus Nr. 1       | Bauerngehöft           | 17274/5-836 Info Katalog | BW                     |